# La classe operaia va in paradiso
(Elio Petri, 1972)
La classe operaia va in paradiso è un film del 1971 diretto da Elio Petri e scritto dallo stesso Petri con Ugo Pirro, vincitore della Palma d'Oro al miglior film al Festival di Cannes 1972.

## Trama

Ennio Morricone nei titoli di coda del film

Ludovico Massa, detto Lulù, è un operaio di 31 anni con due famiglie da mantenere (una composta dalla ex moglie e il loro figlio, l'altra dalla sua nuova compagna e il figlio di lei) e con alle spalle già 15 anni di lavoro presso la fabbrica B.A.N., due intossicazioni da vernice e un'ulcera. Milanista, stakanovista e sostenitore del lavoro a cottimo, grazie al quale, lavorando con ritmi infernali, riesce a guadagnare abbastanza da potersi permettere l'automobile e altri beni di consumo, Lulù è amato dai suoi superiori, che lo utilizzano come modello per stabilire i ritmi ottimali di produzione, e odiato dai colleghi operai, i quali scambiano la sua diligenza per servilismo.
Il protagonista, tuttavia, non riesce ad essere contento della sua situazione, in quanto i ritmi di lavoro sono talmente sfiancanti che, tornato a casa, riesce a malapena a mangiare e ad annichilirsi davanti alla televisione, non ha nessuna vita sociale e nessun dialogo con i propri cari e non riesce neppure più ad avere rapporti con la compagna. La sua vita continua in questa totale alienazione, che lo porta a ignorare gli slogan di protesta urlati e scritti dagli studenti fuori dai cancelli, finché un giorno ha un incidente sul lavoro e perde un dito dopo aver cercato di estrarre manualmente un pezzo dal macchinario mentre questo è ancora in movimento, per abbreviare i tempi di lavorazione.
A seguito di ciò, Lulù inizia improvvisamente a prendere coscienza della propria alienazione ed a considerare misera la sua vita, quindi si schiera contro quello che ritiene sia il ricatto del lavoro a cottimo e aderisce alle istanze radicali degli studenti e di alcuni operai della fabbrica, in contrapposizione alle posizioni più moderate dei sindacati. In breve tempo il fermento nella fabbrica aumenta e, dopo uno sciopero generale, si arriva all'inevitabile scontro con la polizia.
Il risultato di questo cambiamento è drammatico: Lulù viene abbandonato dalla compagna, licenziato in tronco dal lavoro e contemporaneamente abbandonato sia dagli studenti, che sostengono che il suo è un caso individuale e non di 'classe', sia dagli operai, che inizialmente non prendono nessun provvedimento per il suo licenziamento. Durante queste vicende il protagonista cerca inutilmente conforto facendo visita all'anziano Militina, un ex collega di fabbrica costretto a finire i suoi giorni in manicomio; l'unico risultato che Lulù ottiene da queste visite è comprendere che anche per lui l'alienazione si sta trasformando in pazzia.
Quando ormai tutto sembra perduto, i suoi compagni, grazie al sindacato, riescono a farlo riassumere in fabbrica, alla catena di montaggio, dove Lulù, urlando per farsi sentire al di sopra del rumore assordante dei macchinari, di nuovo in balia dei ritmi frenetici della produzione, racconta ai colleghi di aver sognato di essere morto e sepolto e di ritrovarsi nell'aldilà accanto a un muro, dove è stato raggiunto da Militina, con il quale ha tentato di farsi breccia attraverso il muro a forza di testate.
Lulù conclude il suo racconto dicendo di aver visto, sempre nel sogno, una volta oltrepassato il muro, una fitta nebbia in cui erano immersi lui stesso, Militina e tutti gli altri manovali: la classe operaia era andata in paradiso.

## Produzione
Le scene del film ambientate nel luogo di lavoro del protagonista sono state girate nella fabbrica Ascensori Falconi di Novara, che, in quel periodo, aveva interrotto la produzione ed era stata anche oggetto di un'interrogazione parlamentare del deputato comunista Lucio Libertini.
Il compositore Ennio Morricone, autore della colonna sonora della pellicola, compare in un cameo alla fine del film.

## Anteprima
Il film fu presentato fuori concorso alla Mostra Internazionale del cinema libero di Porretta Terme, dove si tenne l'anteprima mondiale. In quell'occasione il regista Elio Petri e Gian Maria Volonté, al termine della proiezione, si recarono negli stabilimenti della Demm, storica industria meccanica della cittadina appenninica, a discutere con gli operai riguardo all'alienazione ed ai meccanismi sociali prodotti dalla catena di montaggio.
Il 24 gennaio 2011, esattamente quarant'anni dopo la sua uscita, il film è stato nuovamente proiettato a Porretta Terme in occasione della decima edizione del Festival del Cinema di Porretta Terme, in versione restaurata.

## Distribuzione
Il film venne distribuito nel circuito cinematografico italiano il 17 settembre 1971.

## Accoglienza

### Incassi
Il film si rivelò un buon successo di pubblico, risultando il 27° maggior incasso al botteghino italiano della stagione 1971-72.

### Critica
Il film suscitò alla sua uscita una forte ondata di polemiche. Presente in sala, il regista francese Jean-Marie Straub prese il microfono in pubblico e dichiarò che tutte le copie dovevano essere bruciate seduta stante.
Il film fu accolto gelidamente dalla sinistra italiana dell'epoca, tanto dalla sua classe dirigente quanto da quella branca della critica cinematografica ad essa afferente, poiché da una parte descriveva i sindacalisti come degli opportunisti buoni a provocare la ribellione altrui ma tutto sommato pavidi e facilmente corruttibili e dall'altra rappresentava gli studenti di estrema sinistra come dei parolai astrusi ed inconcludenti. Agli occhi di certa critica dell'epoca poi la pellicola si distinse "Valido (...) come espressione della tendenza all'imborghesimento effettivamente presente (o, meglio, coltivata) nella classe operaia, Lulù Massa non lo è affatto come rappresentante, tout court, della classe stessa, di cui fornisce una immagine tanto parziale da risultare falsa e mistificante".
Viceversa, venne accolto in maniera positiva dal critico conservatore Massimo Bertarelli, che in una recensione retrospettiva lo definì "una grottesca, beffarda, amara commedia sociopolitica, una fiera denuncia anticapitalista, un film, Palma d'oro a Cannes, severamente vietato ancora oggi a tutti i padroni cattivi, qualsiasi ideologia professino".

## Riconoscimenti
- 1972 – David di Donatello
  - Miglior film a Ugo Tucci (ex aequo con Questa specie d'amore)
  - David speciale a Mariangela Melato (anche per Mimì metallurgico ferito nell'onore)

- 1972 – Nastro d'argento
  - Migliore attrice protagonista a Mariangela Melato
  - Migliore attore non protagonista a Salvo Randone
  - Candidatura al regista del miglior film a Elio Petri
  - Candidatura al migliore soggetto a Elio Petri e Ugo Pirro
  - Candidatura alla migliore sceneggiatura a Elio Petri e Ugo Pirro
  - Candidatura al migliore attore protagonista a Gian Maria Volonté

- 1972 – Festival di Cannes
  - Palma d'oro a Elio Petri
  - Menzione speciale a Gian Maria Volonté (anche per Il caso Mattei)

- 1972 – Globo d'oro
  - Miglior attore a Gian Maria Volonté